# Lotus Evija
Lotus Evija är en eldriven sportbil som den brittiska biltillverkaren Lotus presenterade i juli 2019.
Lotus helelektriska sportbil har fyra elmotorer, en vid varje hjul, med en sammanlagd effekt på 2 000 hk. Det medger en acceleration från 0-100 km/h på 3 s, 0-300 km/h på 9 s samt en toppfart på 340 km/h. Priset ligger på 25 000 000 svenska kronor.